# دونالد إم. ديكنسون
دونالد إم. ديكنسون هو محامي وسياسي أمريكي، ولد في 17 يناير 1846 في مقاطعة أوسويغو في الولايات المتحدة، وتوفي في 15 أكتوبر 1917 في ديترويت في الولايات المتحدة. نشط حزبياً في الحزب الديمقراطي.